# Situban Makmur
Situban Makmur is een bestuurslaag in het regentschap Aceh Singkil van de provincie Atjeh, Indonesië. Situban Makmur telt 3258 inwoners (volkstelling 2010).